# Groeve de Groete Erd

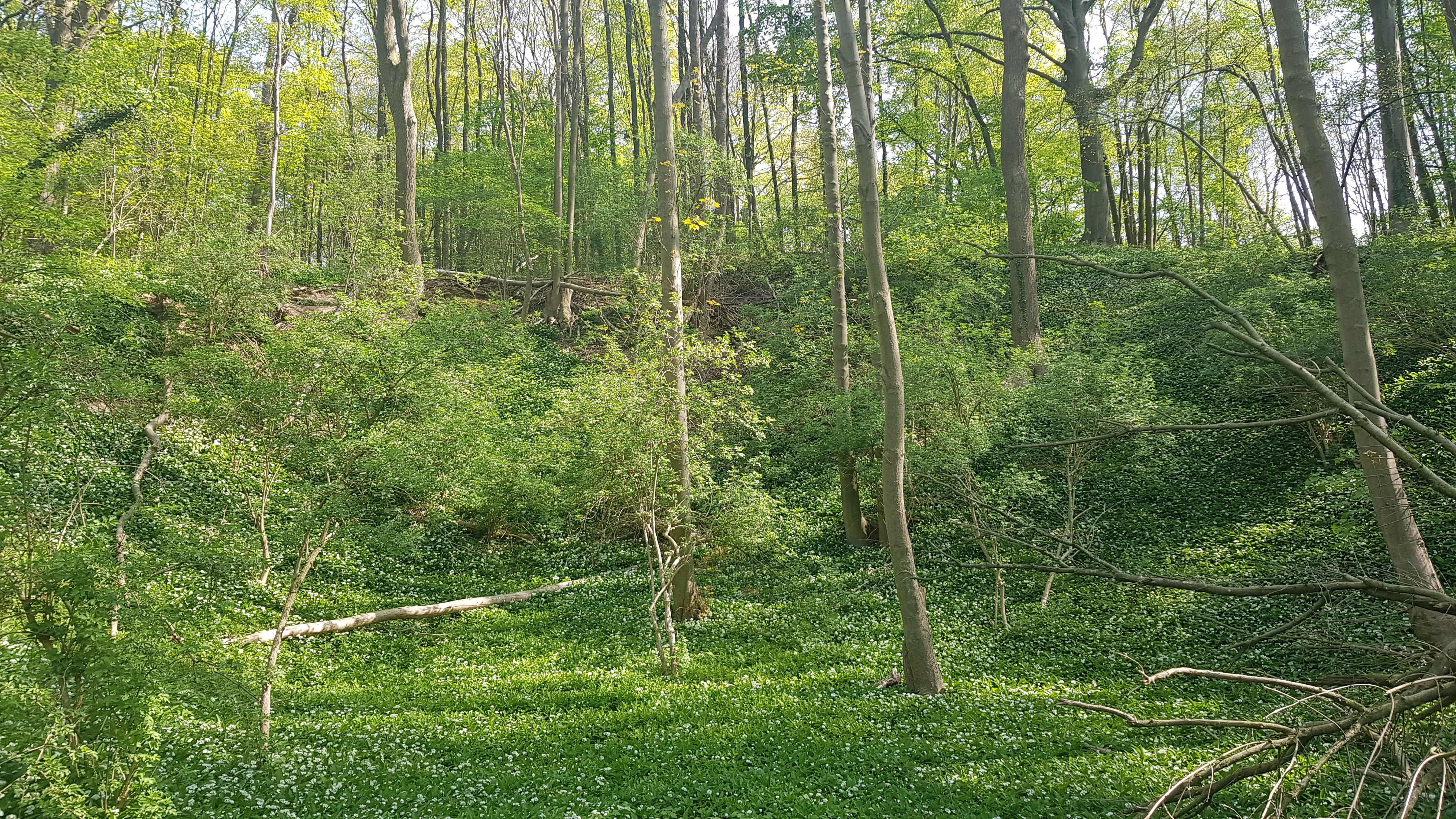
Groeve de Groete Erd ligt in de helling midden op de foto, omgeven door een zee aan daslook

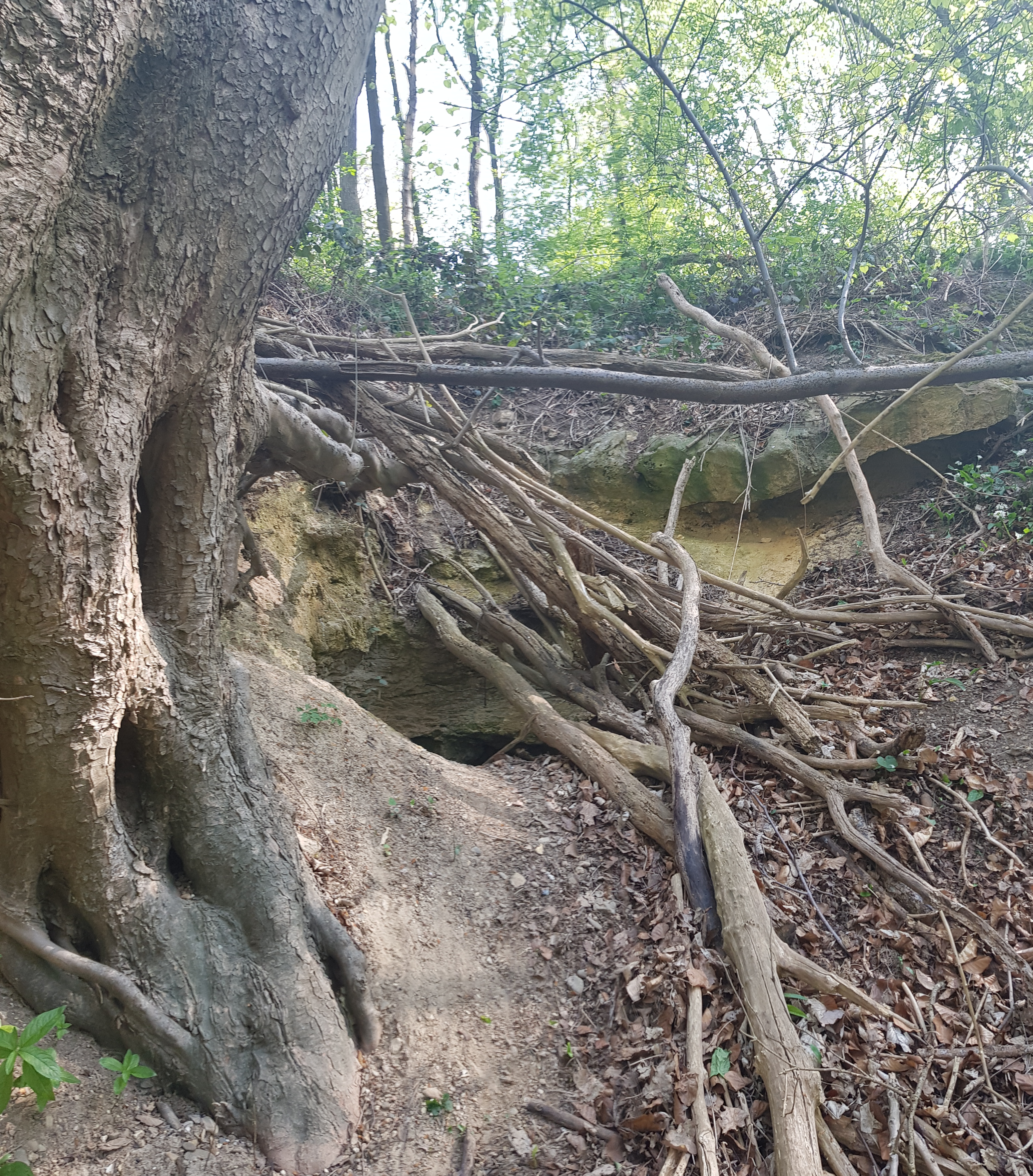
De groeve deels verscholen onder takken in de helling

De Groeve de Groete Erd of kortweg Groete Erd is een ondergrondse Limburgse mergelgroeve in de Nederlandse gemeente Eijsden-Margraten. De groeve ligt ten zuidoosten van Gronsveld ten zuiden van de Savelsweg in het Savelsbos. De groeve ligt aan de westelijke rand van het Plateau van Margraten in de overgang naar het Maasdal. Ter plaatse duikt het plateau een aantal meter steil naar beneden.
Op ongeveer 25 meter naar het noorden ligt de grafheuvel Savelsbos. Op ongeveer 125 meter naar het noordwesten ligt de Savelsberggroeve, op ongeveer 125 meter naar het noorden de Grindgroeve Savelsbos, op ongeveer 330 meter naar het zuidoosten ligt de groeve Kaelen Berchsken en op ongeveer 450 meter naar het zuidoosten ligt de Lebensboschgroeve.

## Geschiedenis
De groeve werd door blokbrekers ontgonnen voor de winning van kalksteen.
Sinds 1953 is het Savelsbos inclusief het gebied van deze groeve in beheer van Staatsbosbeheer.

## Groeve
De Groeve de Groete Erd is een boerengroeve en bestaat uit een enkele kamer.